# Convair F-106 Delta Dart
El Convair F-106 Delta Dart va ser el principal avió com a interceptor de la Força Aèria dels Estats Units des de la dècada dels anys seixanta fins als anys vuitanta. Dissenyat a partir del F-102 Delta Dagger, sota el sobrenom de "l'interceptor definitiu", realment es va convertir en l'últim model dedicat per a missions d'intercepció en la USAF, a causa que en les següents dècades, les aeronaus multimissió van reemplaçar a aquest tipus d'aeronaus especialitzades en un únic tipus de missió. Va ser retirat gradualment durant els anys vuitanta, a pesar que l'aeronau, en la seva versió QF-106 teledirigida, va seguir utilitzant-se com a blanc d'entrenament fins al 1998.

## Disseny
En la dècada dels anys 50, quan una bona part de l'opinió es pronunciava per l'abandó de l'interceptor pilotat, en favor dels sistemes de defensa amb míssils dirigits antiaeris, que havien experimentat un extraordinari impuls en el seu desenvolupament, la Força Aèria americana va romandre, no obstant això, fidel a l'avió interceptor clàssic, com ho va demostrar amb la incorporació als seus efectius de defensa aèria del Convair F-102 Delta Dagger, primer avió d'ala delta adoptat, i del Lockheed F-104 Starfighter - conegut com el míssil amb pilot - aparells tots dos, i sobretot el primer d'ells, més que avions de caça pròpiament dits, semblaven ser plataformes de llançament per a míssils dirigits. El F-102 va ser, de fet, el primer caça operacional de la USAF armat solament amb míssils i coets, per a supremacia aèria i combats, a alta velocitat i altitud.
Durant el 1955 i sota la designació de F-102B (Air Defence Weapon System W 201 B) va ser desenvolupada en la Division Convair de General Dynamic de San Diego, Califòrnia, projectada en principi com a segona versió del F-102, però més avançat, patint de transformacions incorporades al disseny base, malgrat conservar molts elements comuns, amb el resultat sent un avió totalment nou al que es va assignar la nova denominació de F-106 Delta Dart.
Entre les modificacions externes més apreciables, figuraven una nova deriva de major superfície, que deixava de ser triangular per adoptar forma trapezoïdal, amb fletxa en les vores d'atac i fugida, i unes més àmplies preses d'aire, retardades i en posició més alta pel que fa a les de l'anterior F-102 Delta Dagger.
El fuselatge va ser reestructurat a partir de la cabina, resultant més fi i allargat per acomodar al motor Pratt & Whitney J75-P-17 de flux axial, un 50% més potent (7.800 kg d'empenyiment normal i 11.100 kg amb postcremador).
El muntatge del motor en la porció final del fuselatge va permetre obtenir per a aquest, una més depurada línia d'acord amb la regla de l'àrea per aconseguir velocitat supersònica. Sota la deriva i com a prolongació del fuselatge, es trobava el fre aerodinàmic, del tipus valva, i també el paracaigudes de frenat a l'aterratge.
Una particularitat que s'apunta el F-106 és la de ser el primer avió de combat de la USAF proveït d'un ganxo de frenat per reduir la seva carrera en pista.
L'ala delDelta Dart és substancialment la mateixa del Convair F-102 Delta Dagger; un pla delta de fi perfil amb fletxa de 60º en la seva borda d'atac, amb els extrems revirados per reduir la resistència a velocitats transsòniques. Cada semiala presenta dues aletes canalitzadores i, al llarg de gairebé tota la vora de sortida, elevones que combinen els comandaments de alabeo i profunditat. Finalment, de nou disseny era també la pota davantera del tren d'aterratge, dotada ara de doble roda.
Però si notables eren els canvis externs, que conferien a l'avió una nova semblança, més importants van ser les millores introduïdes quant a equips es refereix, que feien del F-106, en ser equipat amb el sistema electrònic més avançat en la data de la seva aparició, l'interceptor més complex del món, la qual cosa va convertir a aquest aparell en l'eix del Comandament de Defensa Aèria de la USAF, condició que va seguir mantenint fins a l'entrada a partir d'1.975 del nou caça McDonnell Douglas F-15 Eagle.
Equipat amb el sistema de control Hughes DT.-1, control automàtic de vol i enllaç de dades, el cervell de les quals és el Digitair, resulta un caça controlat de forma totalment automàtica, on el pilot, gens més desenganxar i retreure el tren d'aterratge posa l'avió en mans dels radars TACAN d'intercepció en terra o fa funcionar els comandaments de vol automàtic, no necessitant tornar a tocar els controls fins al moment de l'operació d'aterratge.
El pilot automàtic pot ser utilitzat, tant per a la navegació com per al combat, doncs quan l'avió es troba a la distància adequada, el Digitair, a força de les dades subministrades pel radar, calcula quan han de disparar-se els míssils.
L'equip electrònic representa un 30% del valor total de l'avió complet.
Igual que el F-102, el Delta Dart manca d'armament automàtic. En celler intern, per no oposar resistència a l'avanç, porta diverses combinacions de míssils aire-aire com poden ser, per exemple, la formada per quatre Hughes AIM-4I (GAR-3) de guia per radar o quatre Hughes AIM-4F (GAR-4) Falcon de guia infraroja i un Douglas AIR-2A Genie o AIR-2B Super Genie de càrrega nuclear o sis Falcon i 24 coets de 2,75 polzades (70 mm.)

## Història i notes
La missió confiada a aquesta màquina altament supersònica ha estat la d'interceptar i destruir, de dia, de nit i sota qualsevol condició atmosfèrica a tot possible agressor que intentés penetrar a l'espai aeri dels Estats Units.
El primer de disset avions F-106A (model 8-24), numerats 56-451 a 467 en el registre de la USAF i destinats a proves i desenvolupament, va ser volat el 26 de desembre de 1956. Aquest aparell desenganxava de la Base Edwards de la Força Aèria pilotat per R.L. Johnson, piloto cap de proves de Convair.
En aquest primer enlairament l'avió estava desproveït del voluminós sistema DT.-1, per la qual cosa el morro es va llastrar amb el seu equivalent en pes per conservar la posició del centre de gravetat.
En línies generals, el programa de vols de prova va ser un èxit. No només es van complir gairebé totes les prediccions de velocitat i cota màxima, sinó que a més la maniobrabilitat va resultar ser millor que la del F-102 a pesar que la massa del nou avió era major; gran part de l'increment de pes es devia al fet que la capacitat interna de combustible havia crescut des dels 4.050 litres originals a 5.450 litres.
La provisió de fons de 1957 va permetre l'adquisició de 6 lots d'avions de sèrie, que van ser seguits pel primer pel primer exemplar d'una nova versió biplaça en tàndem, la F-106B. Aparegut al juny de 1957, aquesta versió va rebre la denominació Modelo 8-27 de la companyia i va ser prevista com un entrenador de doble comandament amb plena capacitat operativa.
El primer F-106B va volar el 9 d'abril de 1958, data per la qual ja ho feien els primers F-106A de sèrie. Els lliuraments al Mà de Defensa Aèria (més tard, de Defensa Aerospacial) van començar al maig de 1959; la primera unitat declarada operacional amb el Dart va ser el 539.º Squadron de Caça d'Intercepció, al juny de 1959. Altres dos esquadrons van ser autoritzats a operar amb el Dart a la fi d'any; el F-106A va acabar equipant 13 esquadrons, és a dir, gairebé la meitat dels efectius del Comandament de Defensa Aèria. Cada esquadró va rebre uns pocs (gairebé sempre quatre) F-106B, lliurats en paral·lel amb els monoplazas. Però el total combinat de 340 exemplars de tots dos models previst per substituir als F-102A, no es va completar fins a la disminució d'efectius del Comandament a la fi dels seixanta.
En servei, el Dart, sobrenomenat Six, va satisfer les necessitats de la USAF i dels seus pilots, ja que es tractava d'un avió d'agradable pilotatge i provada fiabilitat.
Hagut d'en part a les exigències de les missions de defensa puntual encomanades al Comandament de Defensa Aerospacial, no va ser fins al cap d'11 anys que es va descobrir el potencial del Dart per a missions de combat tancat; molts pilots de la USAF consideren encara al Dart com el millor avió de combat aeri de qualsevol tipus en l'inventari nord-americà fins a l'arribada del F-15.
Les millores dels avions en servei van començar en 1960, moltes modificacions van interessar al radar i al seu sistema de presentació, que quedo desfasat al cap de poc per instal·lacions més modernes. En 1964 es va introduir un nou seient eyectable més adequat per a llançaments a velocitats supersòniques. Per aquestes dates es van adoptar dipòsits subalars millorats, la capacitat dels quals va passar de 870 a 1.370 litres i que les seves característiques permetien utilitzar-los a velocitats superiors a Mach 1. Amb els dipòsits instal·lats, la relació d'alabeo quedava restringida a 100º per segon.
Un dels canvis principals, en 1969 va ser l'avaluació d'un canó M61A-1 de 20 mm en la secció davantera del celler d'armes, la qual cosa significava la claudicació final davant l'axioma que un caça havia de comptar amb capacitat de combat proper. Aquest canó formava part del programa Sixshooter i va començar a equipar als avions operatius en 1973. A més del canó, el Dart va veure augmentada la seva capacitat amb l'adopció d'un visor computerizado de tir, controls digitals de vol i enllaç de dades amb les plataformes AWACS.
Les missions d'entrenament en les denominades ACT (tàctiques de combat aeri) van començar en 1968: en els anys setanta, els pilots dels Dart reconeixien que podien desembolicar-se perfectament en qualsevol condició de combat, contra qualsevol oponent i sense importar a quina cota de vol.
En 1957 va faltar poc perquè el programa del Dart anés completament cancel·lat. Pratt & Whitney tenia problemes amb el motor, les prestacions de l'avió no estaven a l'altura necessària, el sistema DT.-1 estava garbellat de cortapisas i alguns experts de la USAF veien amb bons ulls la doctrina britànica del "es van acabar els caces tripulats". Aquests i altres motius van forçar al fet que la producció del Dart anés bastant minsa, prou perquè després es trobés a faltar una major profusió d'interceptors de la seva classe.
El 15 de desembre de 1959, un F-106A de sèrie va establir un nou rècord mundial absolut de velocitat amb 2.455,74 km/h, pilotat pel major Joseph W. Rogers. Aquest esdeveniment va reviure l'interès de la USAF per l'avió, però no en el grau suficient, de manera que el Six segueix sent un dels caces més malgastats amb els quals ha explicat la USAF.
A causa de l'aparició de míssils tàctics amb més precisió i avions de combat polivalents, aquests avions supersònics de llarg abast amb "Ala Delta", van quedar obsolets i no es va continuar amb el seu desenvolupament, a causa de la seva funció molt específica de vol supersònic, però recentment, amb els acords de limitació d'armes estratègiques START II entre Rússia i I.O. s'ha iniciat un nou programa de disseny i desenvolupament, per a la construcció de nous avions supersònics de llarg abast, que volaran al nou segle.

## Variants

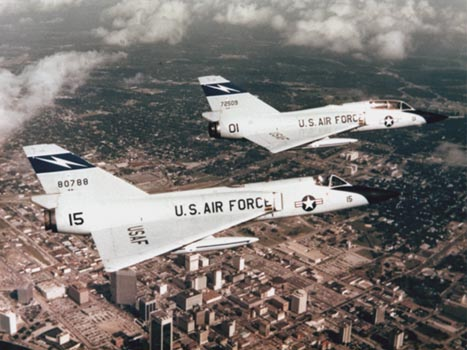
F-106A (davant) i F-106B (al fons).

- F-102B: designació original del F-106A (Model 8-24)
- F-106A: monoplaça estàndard; 277 en total
- F-106B: Model 8-27, després Model 8-32; entrenador biplaça amb capacitat de combat
- NF-106B: dos biplaces emprats temporalment en proves de desenvolupament de sistemes
- F-106C: versió no construïda.
- F-106D: versió no construïda.
- F-106X: versió no construïda.
- F-106I: versió no construïda.
- F-106F: versió no construïda.
- QF-106: versió teledirigida per a blanc d'entrenament.

## Cultura popular
En els simuladors de vol existeixen una o més variants del Convair F-106 Delta Dart, com el simulador de vol de codi obert FlightGear, així com en el sector comercial.

## Especificacions (F-106A)

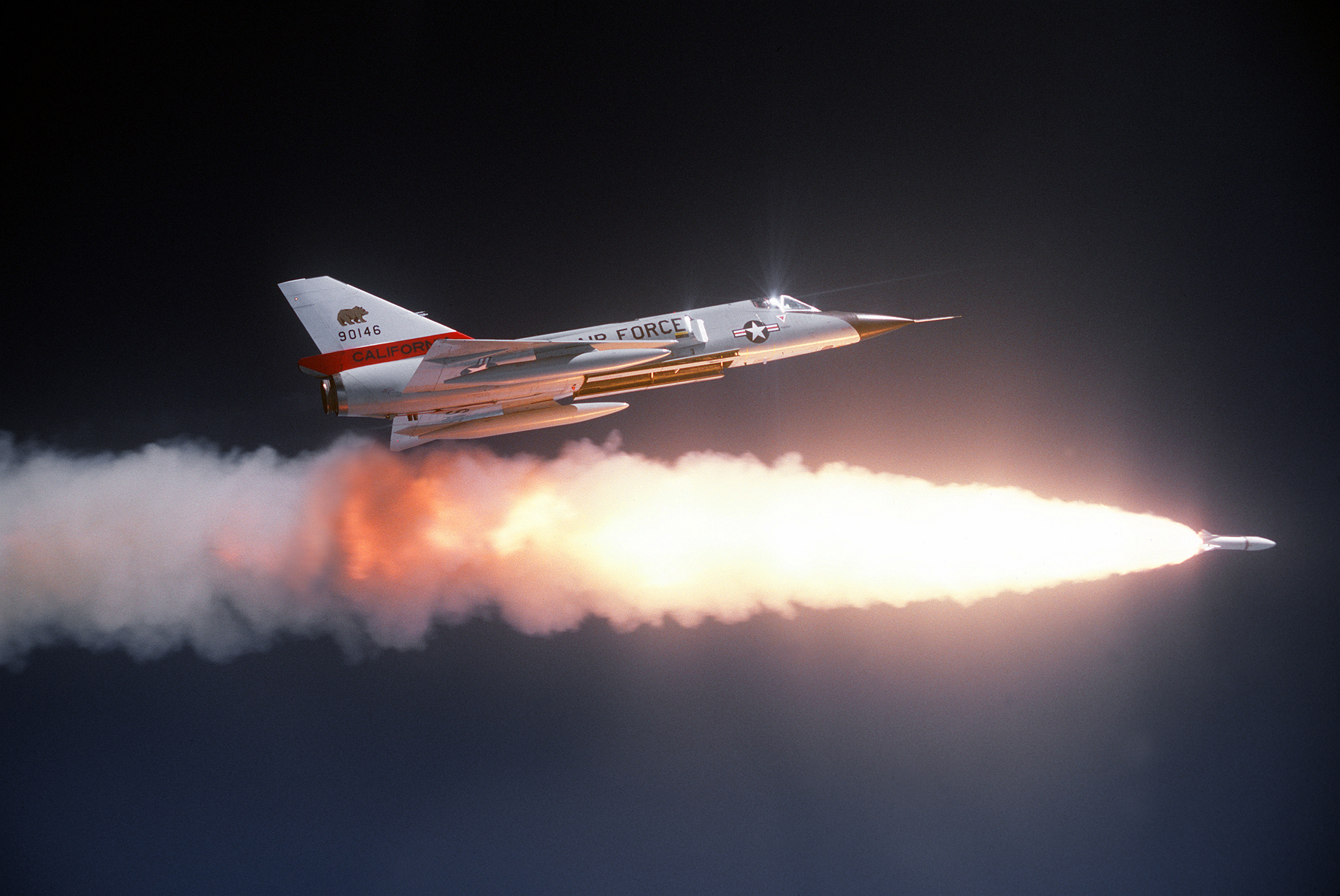
F-106A Delta Dart disparant un coet AIR-2 Genie.

Dades de Quest for Performance
Característiques generals
- Tripulació: 1 pilot
- Longitud: 21,55 m
- Envergadura: 11,67 m
- Alçada: 6,18 m
- Pes buit: 11.077 kg
- Pes carregat: 15.670 kg

 Rendiment 
- Velocitat màxima: 2.455 km/h (Mach 2,3)
- Radi de combat: 2.900 km
- Abast en trasllat: 4.300 km
- Sostre de servei: 17.000 m
- Ràtio d'ascens: 150 m/s
- Càrrega del disc: 255 kg/m²

Armament

- Metralladores: M61 Vulcan amb sis canons rotatius de 20 mm
- Punts d'ancoratge: 1
- Míssils: 

  - 2× AIM-4F Falcon
  - 2× AIM-4G Falcon
  - 1× Coet nuclear AIR-2 Genie o míssil AIM-26 Falcon

### Desenvolupaments relacionats
- Convair XF-92
- F-102 Delta Dagger
- Convair Kingfish

### Aeronaus similars
- Republic F-105 Thunderchief
- Convair B-58 Hustler
- Dassault Mirage III
- Saab 35 Draken
- English Electric Lightning
- BAC TSR-2
- Mikoian-Gurévitx MiG-21
- Sukhoi Su-11
- Sukhoi Su-15
- Avro Canada CF-105 Arrow

### Seqüències de designació
<- XF-103 · F-104 · F-105 · F-106 · YF-107 · XF-108 · XF-109 ->